# Tournée des quatre tremplins 2015-2016
Navigation
Édition précédente Édition suivante
La 64e édition de la tournée des quatre tremplins se déroule du 28 décembre 2015 au 6 janvier 2016.
La tournée des quatre tremplins (en allemand : Vierschanzentournee) est une compétition de saut à ski. Elle a lieu annuellement depuis 1953 sur quatre tremplins différents, deux en Allemagne et deux en Autriche, autour du nouvel an.
Ce tournoi revêt une très grande importance aux yeux des spécialistes de la discipline du saut à ski.

## Attribution des points
Le classement de la tournée des quatre tremplins est effectué en additionnant les points obtenus à chaque saut (longueur et notes de style), ceux qui servent à déterminer le classement de chaque compétition de saut à ski quelles qu'elles soient.

Les quatre concours de cette tournée comptent aussi chacun pour la coupe du monde masculine de saut à ski 2015-2016, et apportent aux concurrents des points selon les mêmes modalités que les autres concours : 100 points au premier, 80 au deuxième et un point au 30e.

## Calendrier
| q | Qualification | C | Concours |

| Évènements           | Calendrier | Calendrier | Calendrier | Calendrier | Calendrier | Calendrier | Calendrier | Calendrier | Calendrier | Calendrier | Calendrier |
| Évènements           | 28         | 29         | 30         | 31         | 1          | 2          | 3          | 4          | 5          | 6          |            |
| Évènements           | Décembre   | Décembre   | Décembre   | Décembre   | Décembre   | Janvier    | Janvier    | Janvier    | Janvier    | Janvier    | Janvier    |
|                      |            |            |            |            |            |            |            |            |            |            |            |
| Oberstdorf HS 137    | q          | C          |            |            |            |            |            |            |            |            |            |
| Garmisch HS 140      |            |            |            | q          | C          |            |            |            |            |            |            |
| Innsbruck HS 130     |            |            |            |            |            | q          | C          |            |            |            |            |
| Bischofshofen HS 140 |            |            |            |            |            |            |            |            | q          | C          |            |
|                      |            |            |            |            |            |            |            |            |            |            |            |

## Classements
|      | \| Rang \| Nom \| Points \| \| ---- \| -------------------- \| ------ \| \| 1 \| Peter Prevc \| 1139.5 \| \| 2 \| Severin Freund \| 1112.9 \| \| 3 \| Michael Hayböck \| 1081.6 \| \| 4 \| Kenneth Gangnes \| 1073.5 \| \| 5 \| Stefan Kraft \| 1036.2 \| \| 6 \| Johann André Forfang \| 1035.5 \| \| 7 \| Noriaki Kasai \| 1013.2 \| \| 8 \| Anders Fannemel \| 1010.1 \| \| 9 \| Richard Freitag \| 1001.4 \| \| 10 \| Andreas Wank \| 974.4 \| |        |
| Rang | Nom | Points |
| 1    | Peter Prevc | 1139.5 |
| 2    | Severin Freund | 1112.9 |
| 3    | Michael Hayböck | 1081.6 |
| 4    | Kenneth Gangnes | 1073.5 |
| 5    | Stefan Kraft | 1036.2 |
| 6    | Johann André Forfang | 1035.5 |
| 7    | Noriaki Kasai | 1013.2 |
| 8    | Anders Fannemel | 1010.1 |
| 9    | Richard Freitag | 1001.4 |
| 10   | Andreas Wank | 974.4  |

### Tableau récapitulatif
| Étape | Lieu          | Épreuve | Date             | Vainqueur      | Deuxième        | Troisième       | Leader de la Tournée |
| ----- | ------------- | ------- | ---------------- | -------------- | --------------- | --------------- | -------------------- |
| 1     | Oberstdorf    | HS 137  | 29 décembre 2015 | Severin Freund | Michael Hayböck | Peter Prevc     | Severin Freund       |
| 2     | Garmisch      | HS 140  | 1er janvier 2016 | Peter Prevc    | Kenneth Gangnes | Severin Freund  | Peter Prevc          |
| 3     | Innsbruck     | HS 130  | 3 janvier 2016   | Peter Prevc    | Severin Freund  | Kenneth Gangnes | Peter Prevc          |
| 4     | Bischofshofen | HS 140  | 6 janvier 2016   | Peter Prevc    | Severin Freund  | Michael Hayböck | Peter Prevc          |